# Wąwóz Piszczele w Sandomierzu
Wąwóz Piszczele w Sandomierzu – wąwóz lessowy położony w południowo-zachodniej części miasta, pomiędzy kościołem św. Jakuba, a Parkiem Piszczele. Na terenie wąwozu znajduje się źródełko Piszczelówka w nienaruszonym stanie od stuleci. Wąwozem przechodzi doroczna procesja rezurekcyjna z kościoła św. Jakuba.

## Legendy o pochodzeniu nazwy
Według podań Wąwóz Piszczele wywodzi swą nazwę od kości Tatarów, zabitych przez okoliczną ludność lub też sandomierzan, wymordowanych przez hordy tatarskie, najeżdżające ziemię sandomierską w połowie XIII w.

## Pomnik historii

Logo „Pomnik Historii”

22 listopada 2017 r. decyzją Prezydenta RP Andrzeja Dudy na wniosek Ministra Kultury i Dziedzictwa Narodowego Piotra Glińskiego, po uzyskaniu opinii Rady Ochrony Zabytków, wpisano sandomierski historyczny zespół architektoniczno-krajobrazowy na listę pomników historii, przyznawany zabytkom nieruchomym o szczególnej wartości historycznej, naukowej i artystycznej, utrwalonym w powszechnej świadomości i mającym duże znaczenie dla dziedzictwa kulturalnego Polski. Obszar tego pomnika obejmuje zabytki sandomierskiej starówki, w tym między innymi bazylikę katedralną, sandomierskie kościoły pw. Nawrócenia świętego Pawła, pw. św. Jakuba, pw. św. Michała, pw. św. Józefa, pw. Ducha Świętego, Dom Długosza, średniowieczny układ urbanistyczny miasta, Brama Opatowska, ratusz, Collegium Gostomianum, Wąwóz Królowej Jadwigi i Wąwóz Piszczele.